# Ad Parnassum
Ad Parnassum est un tableau de Paul Klee. Opus magnum de l’artiste, il est conservé au musée des Beaux-Arts de Berne malgré l’ouverture du centre Paul-Klee. Avec Polyphonie et Égale infini, il fait partie d’une série d’œuvres — dites pointillistes — qui se suivent dans le catalogue établi par Paul Klee.

## Contexte
Ad Parnassum s’inscrit dans une série d’œuvres pointillistes que Paul Klee compose au début des années 1930.

## Composition
Paul Klee décrit en détail cette œuvre et délivre à l’acheteur, l’Association des amis du musée des Beaux-Arts de Berne, l’ « attestation » suivante :
« 
- a. fondé sur une organisation carrée ; techniquement, couleurs à la caséine sur toile non préparée
- b. segmentation avec une couleur blanche à l’huile
- c. glacis sur cette segmentation avec des couleurs à l’huile, diluées à la térébenthine, et avec un peu de médium à peindre
- d. le cercle chaud, couleurs à l’huile
- e. la ligne, couleurs à l’huile.

 »

## Galerie

Polyphonie, 1932, 273.
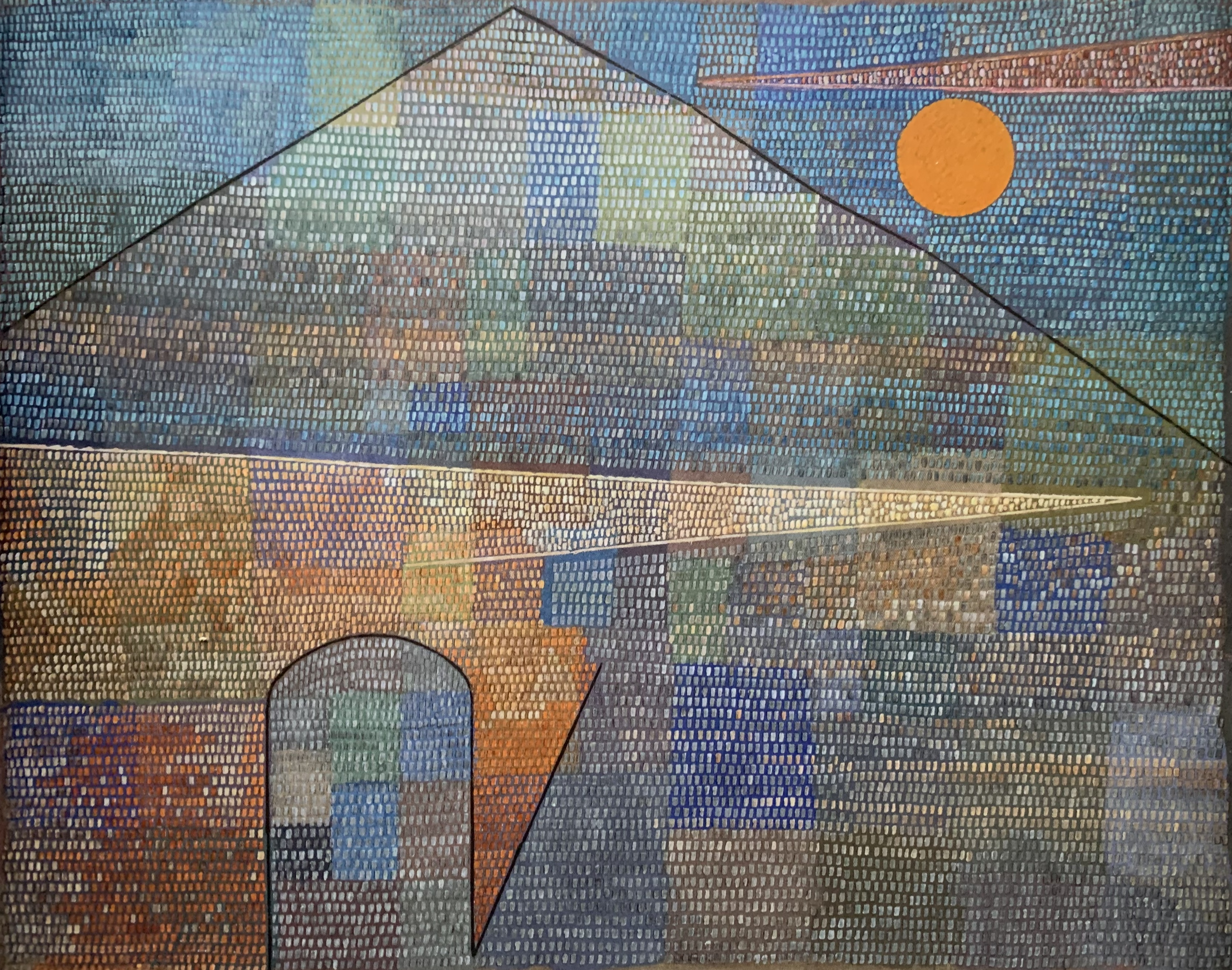
Ad Parnassum, 1932, 274.
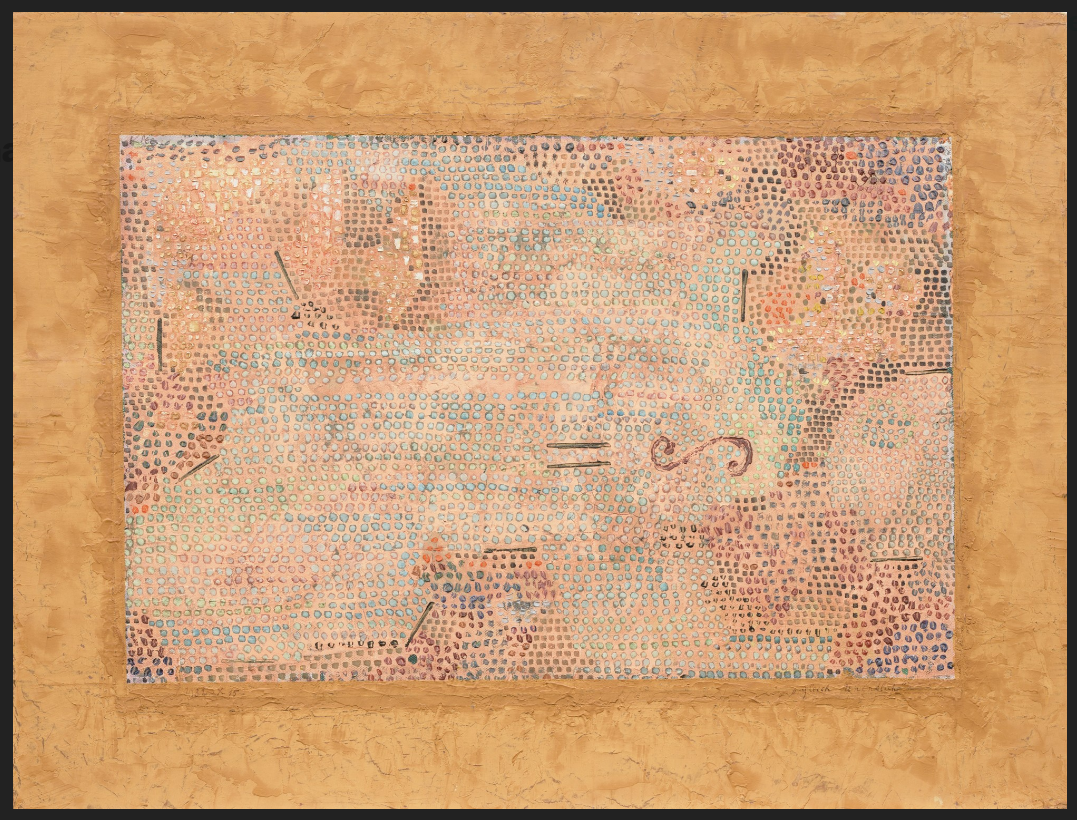
Egale infini, 1932, 275.